# Roberto Bautista-Agut
Roberto Bautista Agut (ur. 14 kwietnia 1988 w Castelló de la Plana) – hiszpański tenisista, zdobywca Pucharu Davisa, olimpijczyk z Rio de Janeiro (2016).

## Kariera tenisowa
W wieku 14 i 16 lat osiągał tytuł juniorskiego mistrza kontynentu. Był reprezentantem kraju podczas juniorskich zawodów w Pucharze Davisa.
Bautista-Agut wielokrotnie zdobywał tytuły i osiągał finały w turniejach rangi ATP Challenger Tour i ITF Men’s World Tennis Tour. W turniejach cyklu ATP Tour Hiszpan wygrał 12 tytułów z 23 rozegranych finałów.
Od roku 2014 jest reprezentantem Hiszpanii w Pucharze Davisa. Podczas edycji 2019 przyczynił się do zdobycia przez reprezentację trofeum. W finale przeciwko Kanadzie zagrał pierwszy zwycięski w serii pojedynek z Félixem Augerem-Aliassime.
Najwyższe – 9. miejsce w rankingu singlowym osiągnął w notowaniu z 4 listopada 2019 roku. Najwyższe miejsce w grze podwójnej (169. pozycja) zanotował 3 marca 2014.
Hiszpan brał udział w Igrzyskach Śródziemnomorskich w Pescarze, które rozgrywane były w 2009 roku. W zawodach gry pojedynczej zwyciężył. W finale pokonał Turka Marsela İlhana wynikiem 6:4, 6:7(1), 7:6(9). W zawodach gry podwójnej, w parze z Gerardem Granollersem, zdobył brązowy medal. W 2016 zagrał na igrzyskach olimpijskich w Rio de Janeiro w konkurencjach singla i debla. W grze pojedynczej osiągnął ćwierćfinał, ulegając Juanowi Martínowi del Potro. W grze podwójnej również awansował do ćwierćfinału, startując w parze z Davidem Ferrerem.

### Finały w turniejach ATP Tour
| Legenda                                      |
| -------------------------------------------- |
| Wielki Szlem                                 |
| Igrzyska olimpijskie                         |
| Tennis Masters Cup / ATP Finals              |
| ATP Masters Series / ATP Tour Masters 1000   |
| ATP International Series Gold / ATP Tour 500 |
| ATP International Series / ATP Tour 250      |

#### Gra pojedyncza (12–11)
| Końcowy wynik | Nr  | Data                 | Turniej          | Nawierzchnia  | Przeciwnik            | Wynik finału        |
| ------------- | --- | -------------------- | ---------------- | ------------- | --------------------- | ------------------- |
| Finalista     | 1.  | 6 stycznia 2013      | Ćennaj           | Twarda        | Janko Tipsarević      | 6:3, 1:6, 3:6       |
| Zwycięzca     | 1.  | 21 czerwca 2014      | ’s-Hertogenbosch | Trawiasta     | Benjamin Becker       | 2:6, 7:6(2), 6:4    |
| Zwycięzca     | 2.  | 13 lipca 2014        | Stuttgart        | Ceglana       | Lukáš Rosol           | 6:3, 4:6, 6:2       |
| Finalista     | 2.  | 19 października 2014 | Moskwa           | Twarda (hala) | Marin Čilić           | 4:6, 4:6            |
| Finalista     | 3.  | 25 października 2015 | Moskwa           | Twarda (hala) | Marin Čilić           | 4:6, 4:6            |
| Finalista     | 4.  | 1 listopada 2015     | Walencja         | Twarda (hala) | João Sousa            | 6:3, 3:6, 4:6       |
| Zwycięzca     | 3.  | 16 stycznia 2016     | Auckland         | Twarda        | Jack Sock             | 6:1, 1:0 krecz      |
| Zwycięzca     | 4.  | 7 lutego 2016        | Sofia            | Twarda (hala) | Viktor Troicki        | 6:3, 6:4            |
| Finalista     | 5.  | 27 sierpnia 2016     | Winston-Salem    | Twarda        | Pablo Carreño-Busta   | 7:6(6), 6:7(1), 4:6 |
| Finalista     | 6.  | 16 października 2016 | Szanghaj         | Twarda        | Andy Murray           | 6:7(6), 1:6         |
| Zwycięzca     | 5.  | 8 stycznia 2017      | Ćennaj           | Twarda        | Daniił Miedwiediew    | 6:3, 6:4            |
| Zwycięzca     | 6.  | 26 sierpnia 2017     | Winston-Salem    | Twarda        | Damir Džumhur         | 6:4, 6:4            |
| Zwycięzca     | 7.  | 13 stycznia 2018     | Auckland         | Twarda        | Juan Martín del Potro | 6:1, 4:6, 7:5       |
| Zwycięzca     | 8.  | 3 marca 2018         | Dubaj            | Twarda        | Lucas Pouille         | 6:3, 6:4            |
| Finalista     | 7.  | 29 lipca 2018        | Gstaad           | Ceglana       | Matteo Berrettini     | 6:7(9), 4:6         |
| Zwycięzca     | 9.  | 5 stycznia 2019      | Doha             | Twarda        | Tomáš Berdych         | 6:4, 3:6, 6:3       |
| Finalista     | 8.  | 28 lutego 2021       | Montpellier      | Twarda (hala) | David Goffin          | 7:5, 4:6, 2:6       |
| Finalista     | 9.  | 13 marca 2021        | Doha             | Twarda        | Nikoloz Basilaszwili  | 6:7(5), 2:6         |
| Zwycięzca     | 10. | 19 lutego 2022       | Doha             | Twarda        | Nikoloz Basilaszwili  | 6:3, 6:4            |
| Finalista     | 10. | 25 czerwca 2022      | Santa Ponça      | Trawiasta     | Stefanos Tsitsipas    | 4:6, 6:3, 6:7(2)    |
| Zwycięzca     | 11. | 30 lipca 2022        | Kitzbühel        | Ceglana       | Filip Misolic         | 6:2, 6:2            |
| Finalista     | 11. | 14 stycznia 2023     | Adelaide         | Twarda        | Kwon Soon-woo         | 4:6, 6:3, 6:7(4)    |
| Zwycięzca     | 12. | 20 października 2024 | Antwerpia        | Twarda (hala) | Jiří Lehečka          | 7:5, 6:1            |